# Lotyšsko na Zimních olympijských hrách 2010

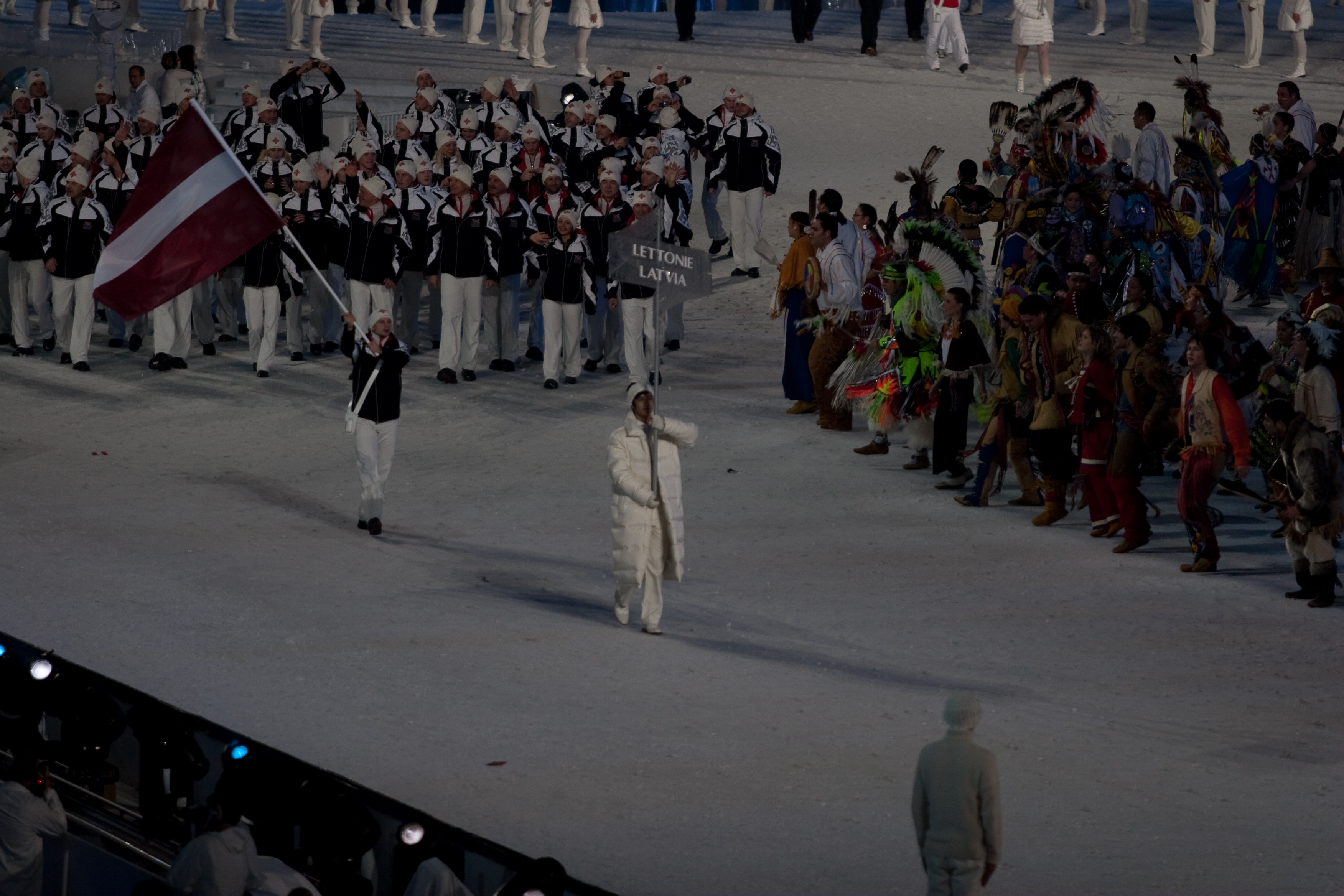
Lotyšská výprava na zahajovacím ceremoniálu

Lotyšsko se účastnilo Zimní olympiády 2010. Zastupovalo ji 53 sportovců (44 mužů a 9 žen) v 9 sportech.

## Medailisté
| Medaile | Jméno                  | Sport    | Soutěž        |
| ------- | ---------------------- | -------- | ------------- |
| Stříbro | Andris Šics Juris Šics | Saně     | muži dvojce   |
| Stříbro | Martins Dukurs         | Skeleton | muži skeleton |